# إيك روبن
إيك روبن (بالإنجليزية: Ike Robin)‏ هو مصارع رياضي نيوزيلندي، ولد في 8 نوفمبر 1886 في Wairoa ‏ في نيوزيلندا، وتوفي في 21 يونيو 1968.